# 人類最秘密的記憶
《人類最秘密的記憶》（法语： La plus secrète mémoire des hommes ，直译：“男人最秘密的记忆”）是塞内加尔作家穆罕默德·姆布加爾·薩爾创作的小说。该书于2021年8月19日由法国独立出版商 Éditions Philippe Rey与塞内加尔出版社 Éditions Jimsaan联合出版。
薩爾因該書在2021年获得龔固爾文學獎，是第一位獲得該獎的撒哈拉以南非洲人。

## 概要
這部小說講述一位年輕的塞內加爾作家迪耶甘·拉蒂爾·法耶（Diégane Latyr Faye）在巴黎生活的故事。他偶然發現了一本由虛構的非洲作家T.C. 埃利馬內（T.C. Elimane）於1938年出版的小說，這位作家被譽為「黑鬼韓波」（le Rimbaud nègre）。
故事情節在某種程度上映照了馬利作家楊波·歐烏榮恩的真實經歷。他在1968年獲得勒諾多文學獎，但隨後遭指控抄襲，離開法國並從公眾視野中消失。
小說主要場景設定在塞內加爾與巴黎，同時也涉及阿姆斯特丹與布宜諾斯艾利斯。本書主要由三個部分組成，當中穿插著「傳記」（biographèmes，源自羅蘭·巴特）。

## 接待

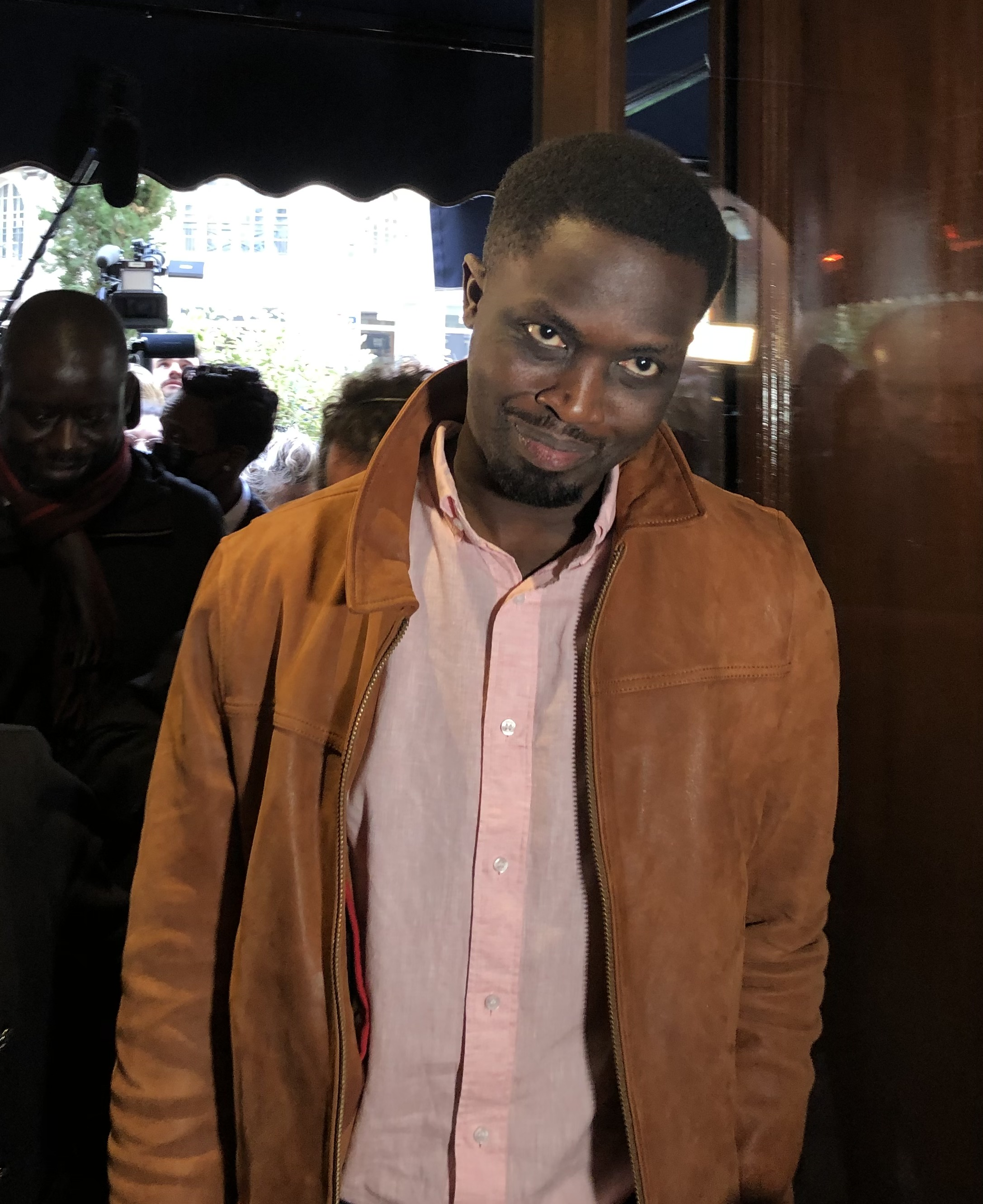
萨尔在2021年於巴黎德鲁昂餐厅獲頒龚古尔文学奖

2021年11月3日，穆罕默德·姆布加爾·薩爾憑藉這部小說榮獲龔古爾文學獎。 在首輪投票中，他以6票擊敗索耶·夏隆東的作品《Enfant de salaud》（獲3票）與路易-菲利普·達朗貝爾的《Milwaukee Blues》（獲1票）。
薩爾是首位獲得該獎的撒哈拉以南非洲作家，同時以31歲之齡，成為自1976年帕特里克·格蘭維爾以來最年輕的獲獎者。
除龔古爾文學獎外，該書還入圍了费米纳奖、勒诺多奖決選，美第奇奖初選。快报雜誌稱該獎宣告了年度文壇的最大發現，並讚譽小說為法語活力與普世性的重要證明。世界报則稱薩爾的小說「雄心驚人、能量震撼，一路勢如破竹」。
2023年9月，小說英文譯本入圍美國國家圖書獎翻譯文學獎長名單。紐約時報在書評中形容該書：「一場對各種主題的大膽探問，從情慾之愛的本質到文學經典體系。我們經歷了多種文類的穿梭——懸疑、鬼故事、哲理小說、歷史小說、魔幻寫實——薩爾編織了一張混合事實與虛構、傳記與八卦、真實與抄襲、聲譽與醜聞的蜘蛛網。」